# Браджиндер Сінґг Давед
Браджиндер Сінґг Давед (25 січня 1953) — кенійський хокеїст на траві. Грав за клуб «Рейлвей Гімхана» з Найробі. Увійшов до складу збірної Кенії на літніх Олімпійських іграх 1972 в Мюнхені, де вона посіла 13-те місце. Грав на позиції нападника, зіграв 7 матчів і забив 1 гол у ворота збірної Мексики. Учасник літніх Олімпійських ігор 1984 в Лос-Анджелесі, де його збірна посіла 9-те місце. Грав на позиції нападника, зіграв 7 матчів, голів не забивав. Був капітаном команди.